# DAFIF
DAFIF (Digital Aeronautical Flight Information File) ist eine umfassende Datenbank mit aktuellen aeronautischen Daten, einschließlich Informationen über Flughäfen, Luftwege, Lufträume, Navigationsdaten und andere flug-relevante Fakten der ganzen Welt, verwaltet von der National Geospatial-Intelligence Agency (NGA) der Vereinigten Staaten. 
DAFIF war bis Oktober 2006 im Internet öffentlich zugänglich, wurde dann jedoch für den öffentlichen Zugang gesperrt. Anbieter ausländischer Quellen beanspruchen Rechte an geistigem Eigentum. Derzeit können nur Regierungsbehörden des Bundes und der Länder, autorisierte Regierungsunternehmen und Kunden des Verteidigungsministeriums auf die DAFIF-Daten zugreifen.